# ポラッカ

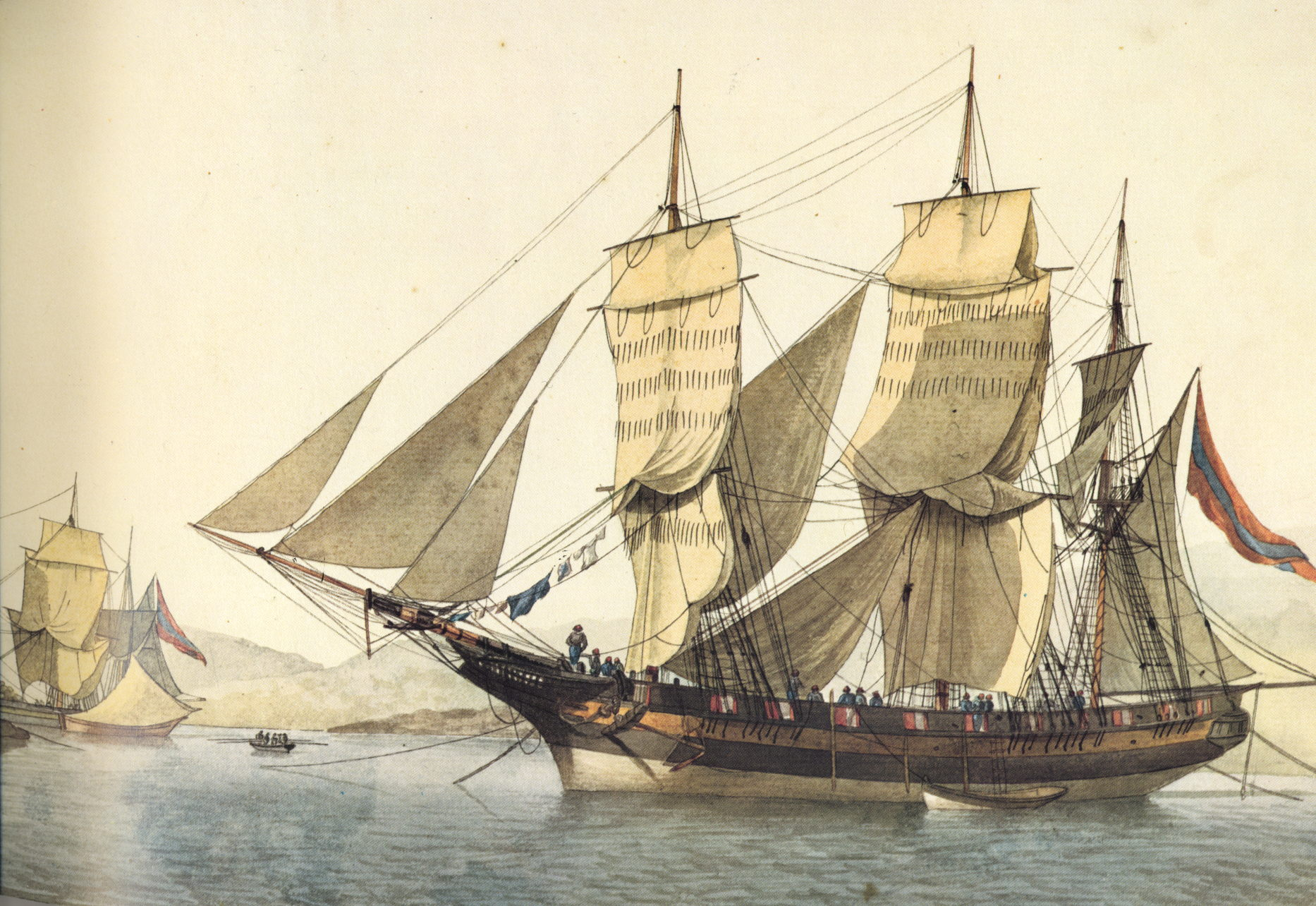
ポラッカのAntoine Roux

ポラッカ（Polacca）とは、17世紀に地中海で使用されたジーベックに似た帆船である。名前の由来はイタリア語の「Polish」（ポーランド風、の意）。
3本のシンプルなマスト（繋ぎ合わせていない1本の木の棒）を持ち、大きく前傾したフォアマストにはラテンセイル、ミズンマストにはガフセイルかラテンセイル、そしてメインマストにはヨーロッパでよく使われる横帆を持っていた。
ポラッカを描いた絵の中には、ガレーのような外観でシップ帆装のもの（あるいは時として最後尾のみラテンセイルのもの）も存在する。このように、「ポラッカ」という呼び名は、帆装の区分よりむしろマストと外観についての区分といえる。